# Liste der Baudenkmäler in Fensterbach

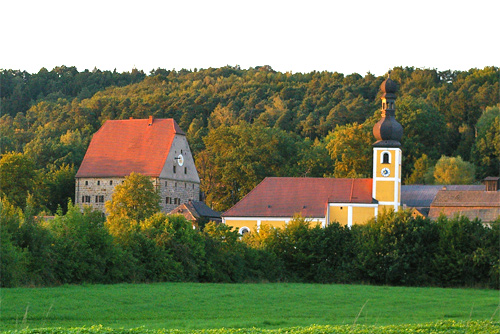
Ansicht von Wolfring

Auf dieser Seite sind die Baudenkmäler in der Oberpfälzer Gemeinde Fensterbach zusammengestellt. Diese Tabelle ist eine Teilliste der Liste der Baudenkmäler in Bayern. Grundlage ist die Bayerische Denkmalliste, die auf Basis des Bayerischen Denkmalschutzgesetzes vom 1. Oktober 1973 erstmals erstellt wurde und seither durch das Bayerische Landesamt für Denkmalpflege geführt wird. Die folgenden Angaben ersetzen nicht die rechtsverbindliche Auskunft der Denkmalschutzbehörde.

## Baudenkmäler nach Ortsteilen

### Dürnsricht
| Lage                              | Objekt                                             | Beschreibung | Akten-Nr.             | Bild           |
| --------------------------------- | -------------------------------------------------- | --- | --------------------- | -------------- |
| Sankt-Ulrich-Straße 16 (Standort) | Katholische Kirche St. Wolfgang, Ulrich und Martin | Romanische Chorturmanlage, tonnengewölbtes Langhaus mit Stichkappen und eingezogenem Chorbereich, Turm mit Pyramidendach, Eingang mit Pilasterrahmung und gesprengtem Giebel, wohl 13. Jahrhundert, Langhauserweiterung und Barockisierung um 1732; mit Ausstattung; Friedhofsummauerung, verputztes Mauerwerk; Friedhofskapelle, kleiner verputzter Satteldachbau, 18. Jahrhundert; Kriegerdenkmal für die Gefallenen des zweiten Weltkrieges, neun verzierte Inschriftentafeln aus Sandstein auf stufenartigem Podest, darüber mit Säulen geöffneter Satteldachbau, nach 1945; nördlich der Friedhofskapelle. | D-3-76-125-1 Wikidata | weitere Bilder |
| Dürnsrichtmühle 1 (Standort)      | Ehemalige Dürnsrichtermühle am Fensterbach         | zweigeschossiger Mühlenbau mit Satteldach, wohl 1. Drittel 19. Jahrhundert | D-3-76-125-2          | BW             |

### Freihöls
| Lage                                                      | Objekt              | Beschreibung | Akten-Nr.             | Bild |
| --------------------------------------------------------- | ------------------- | --- | --------------------- | ---- |
| Pittersberger Straße 5 (Standort)                         | Stadel              | Verputzter Massivbau mit hohem Mansarddach und Kranausleger, bezeichnet mit 1834. | D-3-76-125-4 Wikidata | BW   |
| Pittersberger Straße 6; Pittersberger Straße 4 (Standort) | Ehemaliges Forstamt | Zweigeschossiger und verputzter Walmdachbau mit Dachreiter, über hakenförmigem Grundriss, nach Süden angelegtes Stichbogenportal, wohl 18. Jahrhundert; Stadel, erdgeschossiger und überwiegend verputzter Quadersteinbau mit Satteldach, Mitte 19. Jahrhundert. | D-3-76-125-5 Wikidata | BW   |

### Högling
| Lage                                | Objekt                             | Beschreibung | Akten-Nr.             | Bild |
| ----------------------------------- | ---------------------------------- | --- | --------------------- | ---- |
| Kirchgasse 4 (Standort)             | Katholische Kirche Sankt Margareta | Chorturmbau, flachgedecktes Langhaus mit eingezogenem Rechteckchor, Chorturm mit Pyramidendach und Gesimsgliederung, Flachbogenfenster mit Putzrahmung, westliche Giebelseite mit spitzbogiger Figurennische, Anfang 15. Jahrhundert, im Kern um 1136, Umgestaltung im 18. Jahrhundert; mit Ausstattung; Teile der Kirchhofmauer, verputztes Mauerwerk, zwei Pfeiler mit Sandsteinbekrönung. | D-3-76-125-7 Wikidata | BW   |
| Sankt-Margaret-Straße 26 (Standort) | Gasthof Zum Goldenen Stern         | Zweigeschossiger Satteldachbau mit einfacher Putz- und Gesimsgliederung, Rundbogenportal mit Sandsteingewände, Gaststube mit Holzdecke und Rußbaum, Anfang 19. Jahrhundert, im Kern 17. Jahrhundert. | D-3-76-125-8 Wikidata | BW   |

### Jeding
| Lage                       | Objekt                   | Beschreibung | Akten-Nr.             | Bild |
| -------------------------- | ------------------------ | --- | --------------------- | ---- |
| Lindenstraße 1 (Standort)  | Ehemaliges Wohnstallhaus | Erdgeschossiger und verputzter Massivbau mit einseitig vorgezogenem Halbwalmdach, Putzgliederung und geschweiften Fensterfaschen, um 1900. | D-3-76-125-9 Wikidata | BW   |
| Ortsstraße 11 a (Standort) | Wegkreuz                 | Granitstele mit Bronzerelief und bekrönendem Eisenkruzifix, bezeichnet mit 1878; an der Ortsstraße bei Haus Nr. 11a.                       | D-3-76-125-18         | BW   |

### Knölling
| Lage                           | Objekt    | Beschreibung | Akten-Nr.              | Bild |
| ------------------------------ | --------- | --- | ---------------------- | ---- |
| Wolfringer Straße 1 (Standort) | Bildstock | Leicht gebauchte Stele mit Bildnischenaufsatz, bekrönendem Eisenkruzifix mit Beifigur und Eisentürchen, Sandstein, bezeichnet mit 1872. | D-3-76-125-12 Wikidata | BW   |

### Wohlfest
| Lage                    | Objekt                | Beschreibung | Akten-Nr.              | Bild                  |
| ----------------------- | --------------------- | --- | ---------------------- | --------------------- |
| Flurstraße 3 (Standort) | Ehemaliges Bauernhaus | Zweigeschossiger und teils verputzter Satteldachbau aus Bruchstein- und Ziegelmauerwerk, mit rundbogigem Steingewände, 18./19. Jahrhundert. | D-3-76-125-14 Wikidata | Ehemaliges Bauernhaus |

### Wolfring
| Lage                       | Objekt                                    | Beschreibung | Akten-Nr.              | Bild           |
| -------------------------- | ----------------------------------------- | --- | ---------------------- | -------------- |
| Dorfstraße 16 (Standort)   | Katholische Expositurkirche Sankt Michael | Verputzter Walmdachbau mit eingezogenem, dreiseitig geschlossenem Chor, Langhaus mit Stichkappentonne, am Chorscheitel quadratischer Turm mit welscher Haube, Fassadengestaltung mit Lisenengliederung und architraviertem Westportal, im Kern gotisch von 1501, barocke Umgestaltung und Turmhaube von 1763; mit Ausstattung und zwei Renaissance-Epitaphien an der westlichen Außenwand. | D-3-76-125-15 Wikidata | weitere Bilder |
| Schlossstraße 4 (Standort) | Schloss Wolfring                          | Dreigeschossiger Quaderbau mit Schopfwalmsteildach, um 1570; östlich davon Gutshof, dreiseitige Anlage: ehemaliges Forsthaus, erdgeschossiger und verputzter Massivbau mit Mansardhalbwalmdach, Giebelfenster mit Karniesbogen, Rundbogenportal mit Sandsteingewände, bezeichnet mit 1792; ehemaliger Pferdestall, erdgeschossiger und verputzter Traufseitbau mit Halbwalmdach, Fachwerkgaube und Rundbogenportal, Schlussstein bezeichnet mit 1793; ehemaliger Wirtschaftsflügel mit Bedienstetenwohnungen, lang gestreckter, erdgeschossiger und verputzter Traufseitbau mit Schopfwalmdach und flachbogigem Durchgang, Eingang mit Sandsteingewände, Schlussstein bezeichnet mit 1845; an der östlichen Schlossecke Remise, erdgeschossiger und verputzter Massivbau mit Halbwalmmansarddach, 18./19. Jahrhundert; Schlossumfriedung, überwiegend verputztes Quadermauerwerk mit Torpfeilern, Torbogen und nördlichem Torhaus, wohl 18./19. Jahrhundert; Schäferhaus, Blockbauweise, 18./19. Jahrhundert; nördlich des Kuhstalls. | D-3-76-125-17 Wikidata | weitere Bilder |

## Ehemalige Baudenkmäler
In diesem Abschnitt sind Objekte aufgeführt, die früher einmal in der Denkmalliste eingetragen waren, jetzt aber nicht mehr. Objekte, die in anderem Zusammenhang – also z. B. als Teil eines Baudenkmals – weiter eingetragen sind, sollen hier nicht aufgeführt werden. Aktennummern in diesem Abschnitt sind ehemalige, jetzt nicht mehr gültige Aktennummern.

| Lage                                                          | Objekt                    | Beschreibung                                                                               | Akten-Nr.              | Bild |
| ------------------------------------------------------------- | ------------------------- | ------------------------------------------------------------------------------------------ | ---------------------- | ---- |
| Freihöls Schafhofer Weg 6 (Standort)                          | Ehemaliges Wohnstallhaus  | Erdgeschossiger Satteldachbau, 18./19. Jahrhundert.                                        | D-3-76-125-6 Wikidata  | BW   |
| Jeding Lindenstraße (Standort)                                | Feldkapelle               | 19. Jahrhundert; links an der Straße nach Högling.                                         | D-3-76-125-10 Wikidata | BW   |
| Jeding Etwa 200 Meter westlich von der Feldkapelle (Standort) | Schauerkreuz              | Erneuert                                                                                   | D-3-76-125-11 Wikidata | BW   |
| Knölling Wolfringer Straße 6 (Standort)                       | Wohnstallhaus             | Erdgeschossiger Satteldachbau mit rundbogigem Steintürgewände, im Kern 18./19. Jahrhundert | D-3-76-125-13 Wikidata | BW   |
| Wolfring Dorfstraße 17 (Standort)                             | Ehemalige Schlossbrauerei | Halbwalmdachbau, Ende 18. Jahrhundert; südlich vom Schloss als Westgrenze des Friedhofs    | D-3-76-125-16 Wikidata | BW   |